# Distenia punctulata
Distenia punctulata es una especie de escarabajo longicornio del género Distenia, categorizada en la tribu Disteniini, de la orden Coleoptera. Fue descrita por Dillon & Dillon en 1952.

## Descripción
Mide 13,5-17 mm de longitud.

## Distribución
Se distribuye por Fiyi.